# Oskar Jünger
Oskar Karl Jünger (auch Oscar) (* 21. November 1862 in Hauteroda; † 28. April 1945 in Bayreuth) war ein bayerischer Militärkapellmeister.

## Leben
Oskar Jünger wurde als zweites Kind des Müllers Gottlieb Julius Jünger aus Bindersleben (heute zu Erfurt) und Marie Amalie Grünewald aus Hauteroda geboren. 1875 verkaufte die Familie die eigene Windmühle und siedelte nach Blankenburg bei Rudolstadt um.
Oskar Jünger besuchte von 1877 bis 1880 die Orchester- und Musikschule Weimar und trat anschließend in das 4. Königlich Bayerisches Jägerbataillon ein. Im Jahr 1888 wurde er an die Königlich Bayerische Musikschule nach München kommandiert. Dort blieb er, bis er am 1. Oktober 1890 Obermusikmeister des Königlich Bayerischen 7. Infanterie-Regiments „Prinz-Leopold“ in Bayreuth wurde. Er erfreute sich vor Ort großer Beliebtheit. 1914 kam es allerdings zu einer offiziellen Untersuchung. Man warf ihm „Reklamesucht“ und ausschweifende Trunksucht vor.
Zum 1. November 1931 trat er der NSDAP bei (Mitgliedsnummer 697.072).
Als Komponist erlangte er Bekanntheit mit seinem Marsch „Die Welt ist so schön“.

## Werke
- Schneeglöckchen, Mazurka Caprice für Klavier
- Schützen-Marsch für Salonorchester, Orchester, Zither, Klavier oder Violine solo
- Die Welt ist so schön, Marsch für Klavier, Violine, Mandolinenorchester, Zither, Akkordeon, großes Orchester oder Salonorchester, des Weiteren Harmoniemusik, Infanterie-Musik oder Blasmusik
- Zapfenstreich, Marsch von Ludwig van Beethoven 1810 für Blasmusik
- Wittelsbacher-Marsch für Klavier
- Hoch, Marsch für Violine oder Violine und Klavier sowie Zither
- Turnvereins-Marsch für Zither

## Auszeichnungen
Die Stadt Bayreuth ehrte Oskar Jünger mit der Silbernen Bürgermünze. Nach dem Zweiten Weltkrieg wurde eine Straße nach ihm benannt.
Außerdem war er Inhaber des Bayerischen Militärdienstkreuzes, der Jubiläumsmedaille für die bayerische Armee, des Kreuzes des Allgemeinen Ehrenzeichens, des Braunschweiger Verdienstkreuzes 2. Klasse, der Anhaltischen Goldenen Verdienstmedaille, des Lippeschen Verdienstkreuzes 2. Klasse.